# Catherine de Vivonne, markisinna de Rambouillet

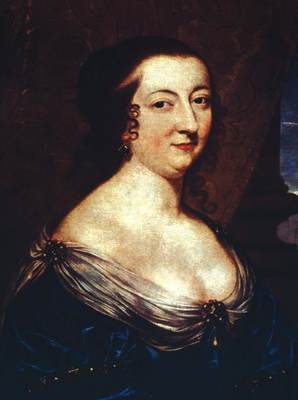
Madame de Rambouillet, porträtt av okänd konstnär.

Catherine de Vivonne, markisinna de Rambouillet, född 1588 i Rom, död 2 december 1665 i Paris, var en italiensk markisinna, som grundade den första litterära salongen i Paris, i Hôtel de Rambouillet, som var platsen för den inflytelserika så kallade preciositeten.

## Biografi
Född i Rom som enda barnet och därmed arvtagare till markisen av Pisani, Jean de Vivonne, och hans hustru Giulia Savelli, av romersk adel, hade Catherine de Vivonne alla förutsättningar för att skapa sig ett namn. När hon var tolv år giftes hon bort med Charles d'Angennes, vicomte av Le Mans och sedermera markis av Rambouillet. Den unga italienska markisinnan fann inget behag i det franska hovet, och efter att hon fött sitt första barn, dottern Julie d'Angennes, 1607, började hon samla människor omkring sig som hon själv högaktade. Detta var inledningen till preciositeten.
Sällskapet träffades i markisinnans residens, Hôtel Pisani, som senare började kallas Hôtel de Rambouillet och som är beläget i närheten av Grand Magasins du Louvre. Markisinnan vidtog många åtgärder för att inrätta sitt residens så att det skulle vara funktionellt som litterär salong och för mottagningar, och lät därför bygga sviter av små rum som besökare lätt kunde förflytta sig mellan och vilka skapade intimt förtroliga stämningar. Dessa ombyggnationer utfördes år 1618.
Markisinnans salong bibehöll sin betydelse som centrum för vitterhet och lärda sällskap till 1650. I stort sett samtliga av de mest framstående figurerna i det franska samhället och kulturlivet var stamgäster, särskilt under andra kvartalet av århundradet, då dess rykte var som mest lysande. Hennes framgång som värdinna hade flera grunder. Hon hade en god uppfostran, men avvek i denna bemärkelse inte nämnvärt från hennes umgängeskrets. I likhet med markisinnan ogillade många av hennes gäster intrigerna vid hovet, och fann därför vid jämförelse atmosfären vid Hôtel de Rambouillet vara en välkommen förändring i umgängeslivet.
Markisinnan var omtalad för sin vänlighet och avsaknad av fördomar, och detta sades vara orsaken till att hon lika gärna kunde frottera sig med hertigar och hertiginnor som akademiker, och att en av hennes bästa väninnor var skådespelerskan Angelique Paulet. De intellektuellas umgänge i hennes salong fick en avsevärd betydelse för vitterheten. De många elokventa memoarerna som författades från och med denna tid i Frankrike, kan spåra sin estetik till de konstnärliga normer som upprättades vid konversationerna i salongen. Markisinnan själv kallades ”den oförlikneliga Arthenice”, ett namn som är ett anagram för hennes förnamn Catherine och som skapades av Malherbe och Racan.
Bland de mest omtalade händelserna vid hennes salong är sonettkriget mellan Voiture och Benserage, och tillkomsten av madrigalsamlingen Guirlande de Julie som handlar om olika blommor och är tillägnad markisinnans dotter Julie d'Angennes.
Preciositeten är starkt förknippad med en komedi av Molière, Les Précieuses ridicules, en karikatyr av rörelsen. Särskilt hånades Mademoiselle de Scudery. Somliga medlemmar av preciositeten var emellertid stolta över de galanta umgängeskoderna vid salongen, och practical jokes var vanliga, vilket tyder på en viss självdistans. Frågan är heller inte besvarad huruvida Molière häcklade själva Hotel de Rambouillet eller alla dess imitationer. Molières satir, och även fronden, fick i vilket fall till följd att glansdagarna för Rambouillets salong var förbi. Salongen hade trots dessa motgångar öppet fram till markisinnans död, den 2 december 1665.